# Stängelälchen
Das Stängelälchen, Kleeälchen oder Rübenkopfälchen (Ditylenchus dipsaci) ist eine Art der Fadenwürmer (Nematoda), die als Schädling an verschiedenen Kulturpflanzen, wie der Kartoffel, dem Tabak und der Zuckerrübe vorkommt.

## Merkmale
Das Stängelälchen ist ein schlanker, fast durchsichtiger Fadenwurm. Beide Geschlechter erreichen eine Länge von etwa 1,2 Millimetern. An Ackerbohnen kommen besonders große Exemplare von bis zu zwei Millimeter Länge vor. Die Flanken sind in vier Felder geteilt, das Schwanzende ist spitz. Das Spiculum beim Männchen ist etwa 10 bis 12 µm lang und am Grund knotig verdickt. Der Postvulvalsack der Weibchen erstreckt sich etwa die halbe Strecke bis zum Anus.

## Biologie
Die Überwinterung erfolgt bei allen Entwicklungsstadien auf den Wirtspflanzen oder auf Pflanzenrückständen beziehungsweise -abfällen (z. B. Rübenresten). Sie können mehrere Jahre im Boden überleben. Larven und Adulte dringen durch die Spaltöffnungen oder Verletzungen in den Wirt ein. Die Stängelälchen ernähren sich vom Zellsaft, den sie mit ihrem Mundstachel (Stylett), nach der Absonderung von Speichelenzymen, aufsaugen. Giftige Bestandteile ihres Speichels verursachen Nekrosen und durch die Auflösung der Mittellamellen von Zellverbänden Verzerrungen des Gewebes.

## Symptome
- Kartoffel: Die ersten Symptome sind Verdickungen auf den Stängeln von jungen Kartoffelpflanzen. Später verdicken sich die Blattstiele und werden hart und brüchig. Die Internodien bleiben kurz, die Blätter klein und unförmig. Es zeigen sich Flecken auf den Knollen und ihre Schale kann zerreißen. Im Innern der Knolle erscheinen die beschädigten Zonen wie ein Kegel.
- Rübe: An Rüben zeigt sich die sog. Rübenkopffäule mit signifikanten schorfartigen Rissen und Fäulnis am Rübenkopf.
- Mais: Es tritt die so genannte Umfallkrankheit ein, welche die Standfestigkeit der Maispflanze negativ beeinträchtigt.